# نافاكونسيخو
بلدية نافاكونسيخو (بالإسبانية: Navaconcejo)‏، هي بلدية تقع في مقاطعة قصرش والتي تقع في منطقة إكستريمادورا، غرب إسبانيا.
يبلغ عدد سكانها 2.122 نسمة وفقاً لإحصائية سنة (2002).